# Tuolajaure (Jokkmokks socken, Lappland, 740025-171556)
Tuolajaure, Duolajávrre, är en sjö i Jokkmokks kommun i Lappland och ingår i Luleälvens huvudavrinningsområde.